# Louis Vuitton Malletier
Ne pas confondre avec Louis Vuitton (1821-1892), le créateur de l’entreprise et de la marque « Louis Vuitton », entreprise dont traite le présent article.
Pour les articles homonymes, voir Louis Vuitton (homonymie).
Louis Vuitton Malletier, souvent appelée simplement Louis Vuitton, est une maison française de maroquinerie de luxe, mais également de prêt-à-porter depuis le début des années 2000, qui a été fondée en 1854 à Paris.
Son fondateur est le malletier, et plus tard maroquinier, Louis Vuitton (né en 1821, mort en 1892) dont l'œuvre a été poursuivie par ses descendants.
Louis Vuitton Malletier est la première marque du groupe LVMH fondé en 1987 par le rapprochement de la maroquinerie Louis Vuitton et des champagne Moët & Chandon ; le principal actionnaire de ce groupe est, depuis 1989, le milliardaire Bernard Arnault.
Louis Vuitton a une présence mondiale, notamment au Japon où il réalise près d'un quart de son chiffre d'affaires depuis les années 2000.
Pendant sept années consécutives, de 2006 à 2012, « Louis Vuitton » a été nommé marque de luxe « la plus précieuse » au monde. Sa valorisation en 2020 était de 47,2 milliards de dollars. Le magazine Forbes l'a placée neuvième dans son classement 2020 des marques les plus influentes au monde.

## Histoire

### Louis Vuitton

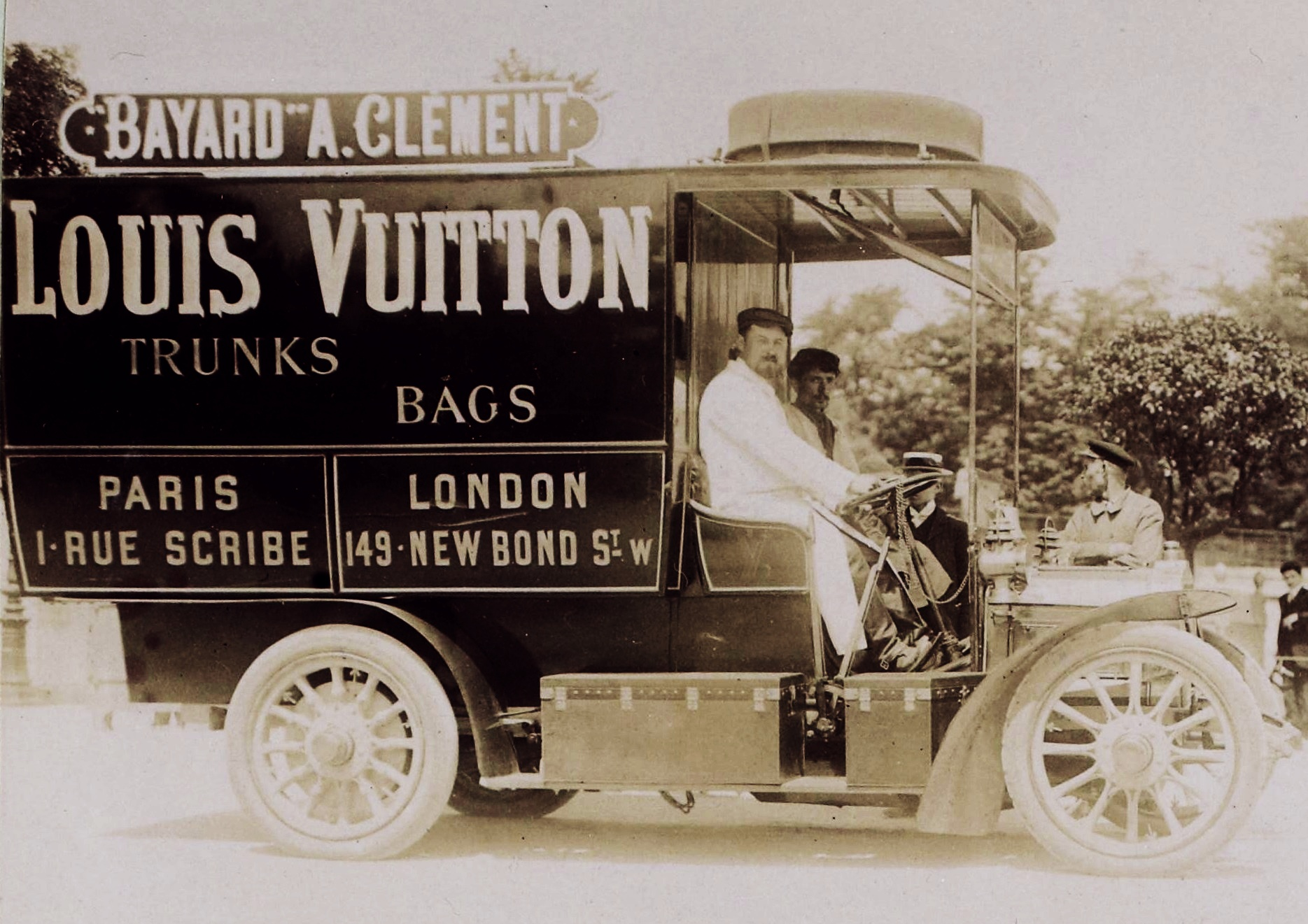
Véhicule de transport Bayard-Clément III (1906).

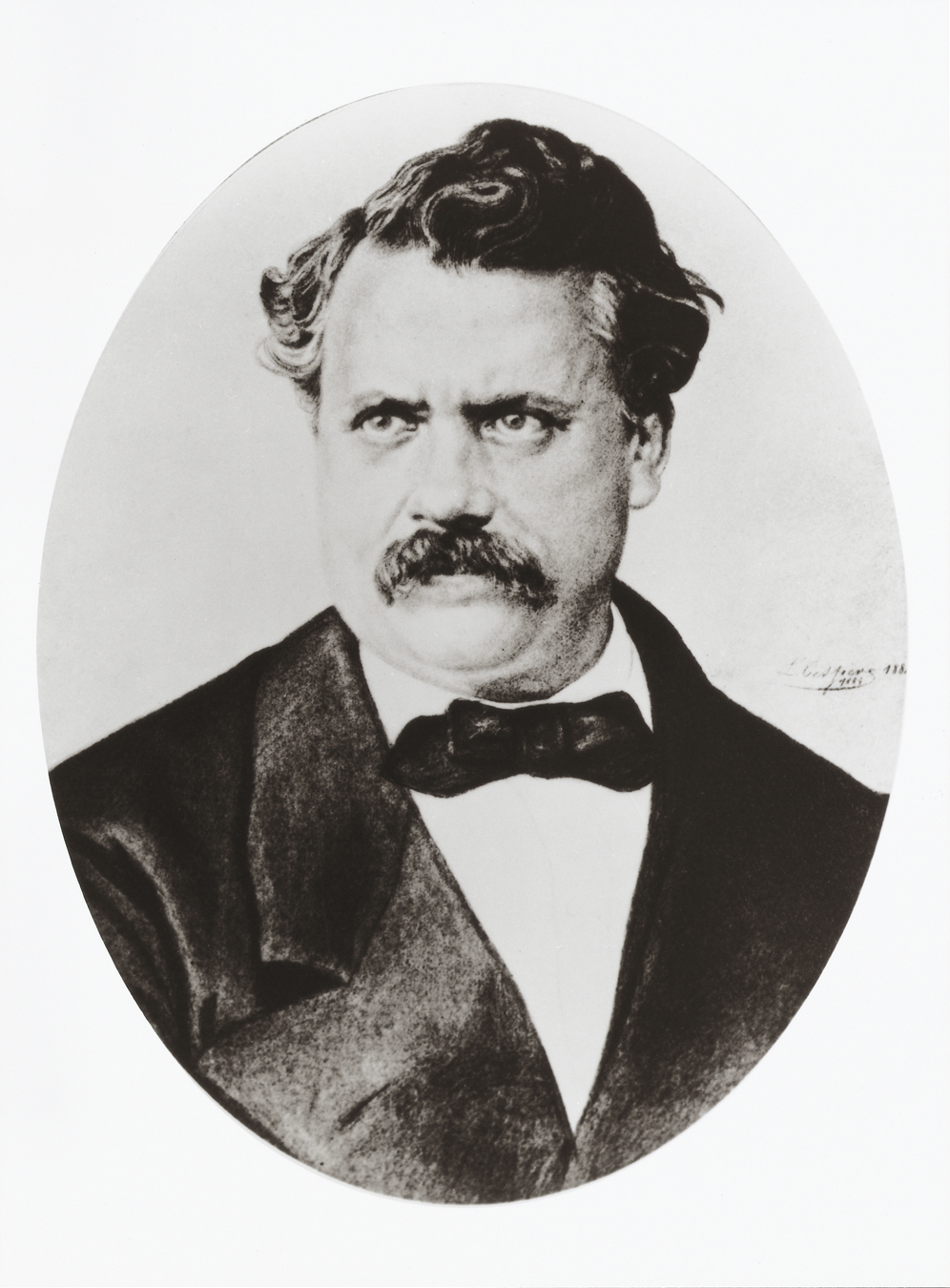
Louis Vuitton (1821-1892).

Louis Vuitton naît le 4 août 1821, dans un milieu modeste, au moulin à eau de Charbouilla près d'Anchay (40 km au sud de Lons-le-Saunier), petit village de 148 habitants dans le Jura en Franche-Comté. Très jeune, il apprend les métiers  de son père, meunier et menuisier.
En 1837, âgé de 16 ans, il arrive à Paris. Parti de son village en 1835, il a  parcouru à pied les 400 km qui le séparent de la capitale et a exercé plusieurs métiers en chemin. Il entre en 1837 comme apprenti chez un « layetier-emballeur-malletier » (métier qui consistait à emballer les nombreuses affaires de riches clients qui partaient en voyage) et réalise des coffres de voyage. En 1852, il est nommé fabricant des malles pour les toilettes de l’impératrice Eugénie et la reconnaissance de son savoir-faire atteint des clients très fortunés.
Les moyens de transport sont alors révolutionnés par la machine à vapeur, et le tourisme international des classes aisées et aristocratiques se développe (locomotive à vapeur, bateau à vapeur, etc.). Louis Vuitton comprend alors rapidement « qu'il faut créer des bagages novateurs et de grande qualité : luxe, fonctionnalité, innovation ». Ses malles accompagnent également des explorateurs, comme Pierre Savorgnan de Brazza,.
En avril 1854, il épouse Clémence-Émilie Parriaux, fonde la marque « Louis Vuitton » et ouvre sa première boutique au no 4 de la rue Neuve-des-Capucines (actuelle rue des Capucines formant limite entre le 1er et le 2e arrondissement de Paris) à proximité de la place Vendôme. Louis invente la malle plate Louis Vuitton, pratique et de qualité, plus facilement empilable que les traditionnelles malles aux couvercles bombés d'avant.
En 1859, il s'agrandit et transfère son atelier d'une vingtaine d'employés à Asnières au bord de la Seine, pour profiter du transport fluvial. Il fait construire avec son épouse une demeure familiale adjacente aux ateliers, devenue depuis le musée Louis-Vuitton (dans une rue rebaptisée « rue Louis-Vuitton »),.

### Georges Vuitton

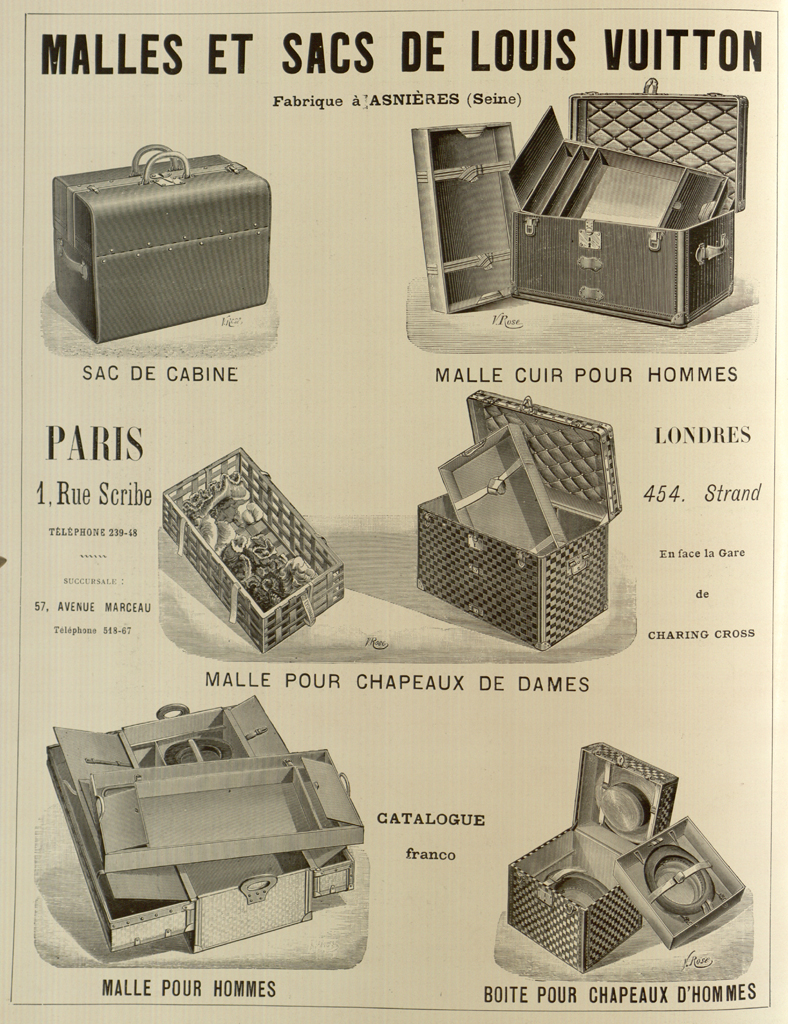
Publicité de 1898.

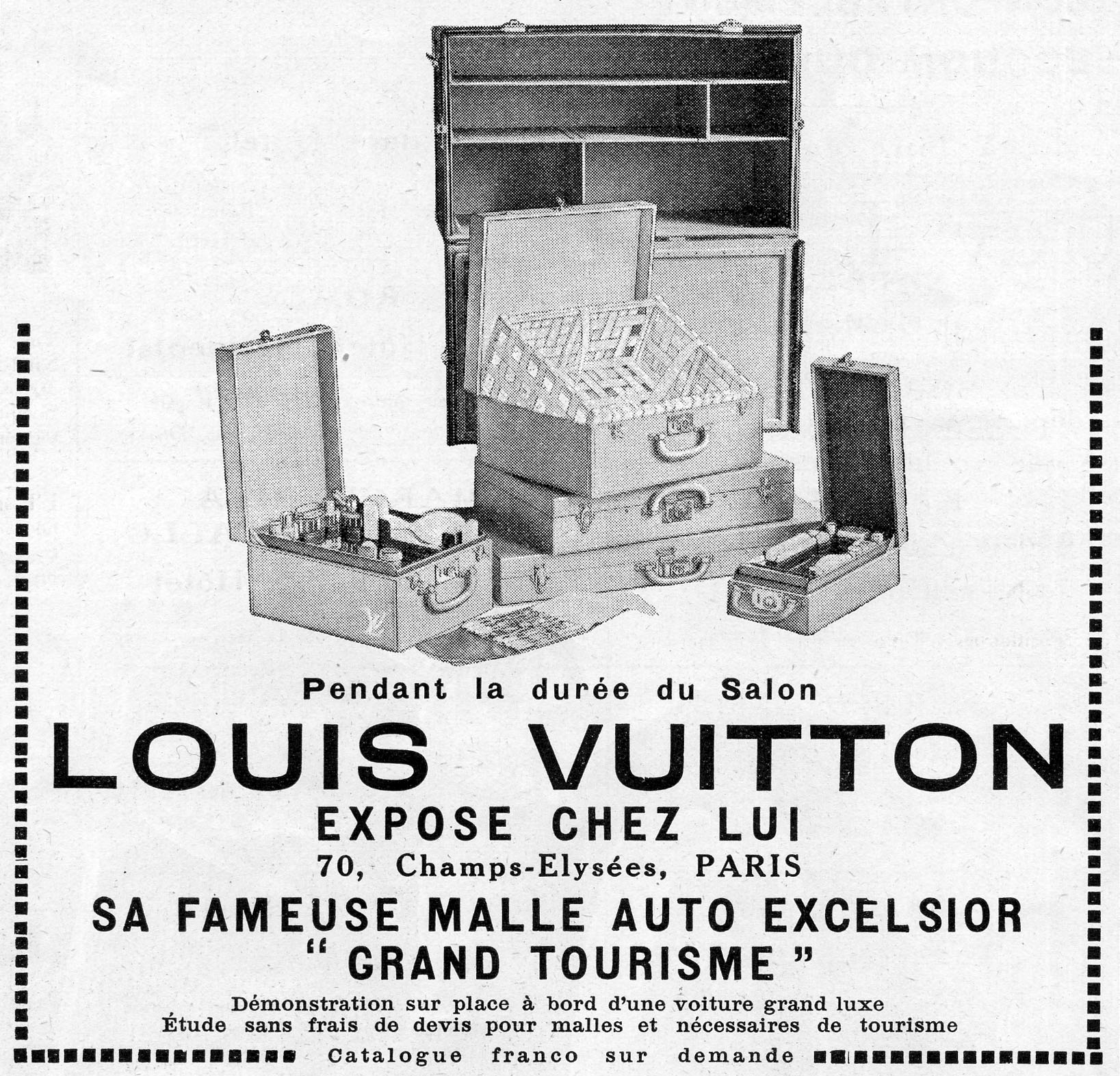
Publicité de 1923 pour des bagages de voyage.

Dans les années 1870, Louis Vuitton est rejoint par son fils Georges qui l'incite à développer l'entreprise à l’étranger. En 1880, Georges épouse Joséphine Patrelle, fille du fondateur de l'arôme Patrelle. En 1885, une première boutique ouvre hors de France, avec succès, sur Oxford Street à Londres, suivie par celles de New York puis de Philadelphie.
En 1888, Louis décide de contrecarrer les premières contrefaçons en adoptant un nouvel imprimé de damier beige et brun avec l’inscription « Marque Louis Vuitton déposée », la marque ayant été déposée trois ans avant.
Le 27 février 1892, Louis Vuitton meurt à Asnières. Georges, aidé par toute la famille, lui succède à la tête de « l'empire », qu'il développe avec le même succès que le fondateur.
En 1896, Georges Vuitton crée lui-même la célèbre toile révolutionnaire « Monogramme LV » dont il fait l'emblème de la marque : une toile initialement en lin tissé aux métiers Jaquard puis collée sur les malles grâce à un mélange de dextrine et de farine de seigle. C'est la première fois qu'un créateur place autant sa marque en vue sur l'un de ses produits. Il s'agit alors de se distinguer pour se protéger des entreprises qui se mettent à copier sa méthode de malles fonctionnelles et luxueuses.
Au début des années 1930, l'entreprise Louis Vuitton s'associe à la croisière jaune, équipant la totalité des automobiles Citroën parcourant l'Asie.

### Gaston-Louis Vuitton et Claude-Louis Vuitton
D'après Stéphanie Bonvicini, pendant la période du régime de Vichy (de 1940 à 1944), la maison Louis Vuitton affirme sa fidélité au régime du maréchal Pétain, accepte de fabriquer des objets à sa gloire. En outre, Henry Vuitton aurait entretenu des relations avec des officiers de la Gestapo, obtenant même de devenir l'un des rares industriels décorés par l'Allemagne nazie en remerciement de sa loyauté.
En 1959, le fils aîné de Georges Vuitton, Gaston-Louis (qui dirige la maison depuis 1936) et son fils Claude-Louis mettent au point une nouvelle toile monogramme enduite souple à base de lin, coton et PVC, qui renforce les ventes de la maison.

### Odile Vuitton

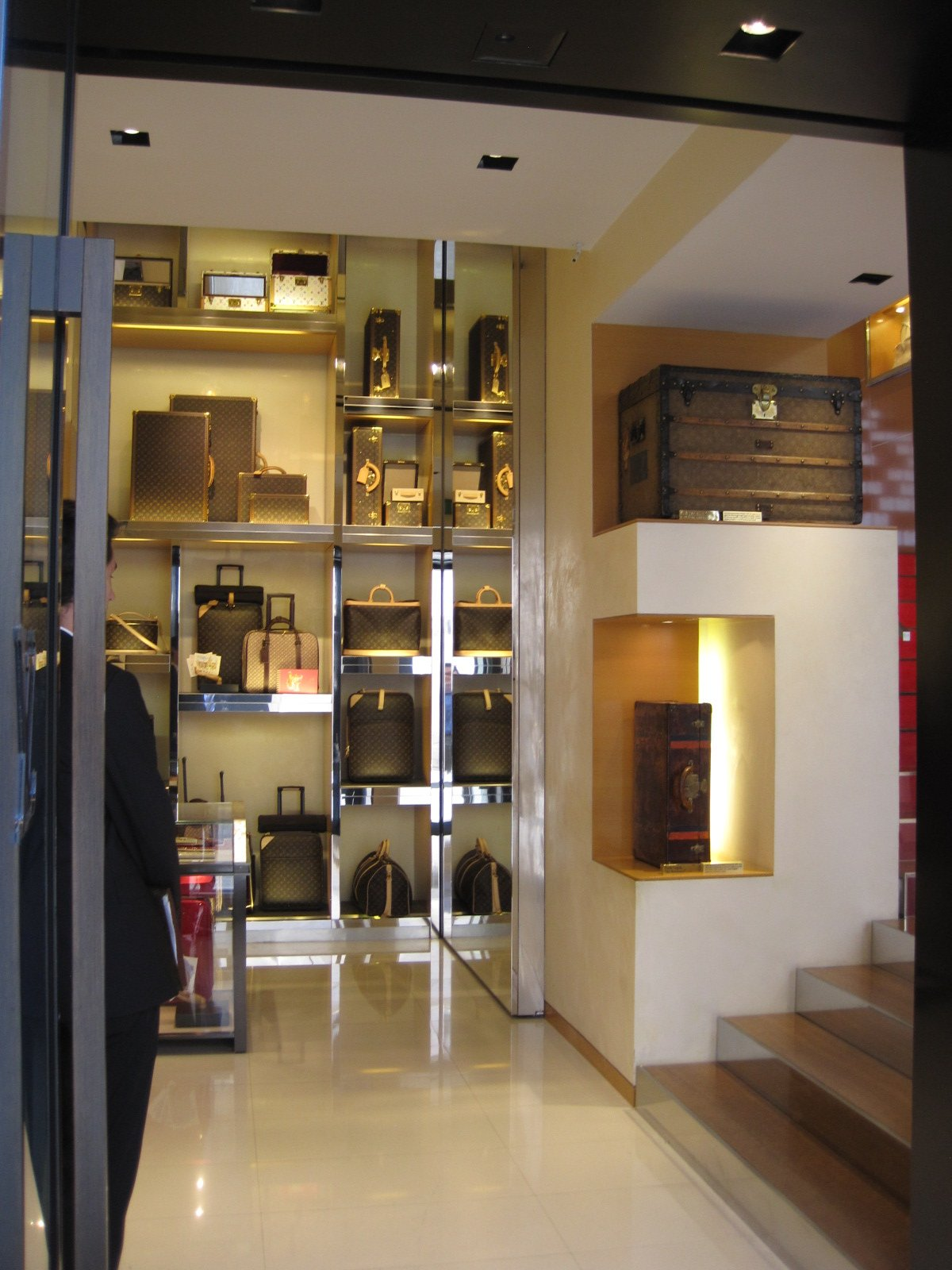
Via Condotti à Rome en Italie.

Odile Vuitton, une des filles de Gaston-Louis et actionnaire de la marque avec ses cinq cousins, transforme l'entreprise en une compagnie multinationale avec l'aide de son mari Henry Racamier, président de la société à partir de 1977.
En 1987, la holding Louis Vuitton SA, groupe coté à la bourse de Paris et propriétaire de marques comme Louis Vuitton et Veuve Clicquot Ponsardin, fusionne avec Moët Hennessy pour former LVMH - Moët Hennessy Louis Vuitton, premier groupe de luxe du monde.

### Bernard Arnault
En 1989, l'homme d'affaires Bernard Arnault lance une offre publique d'achat (OPA) avec l'aide de la banque Lazard, prend le contrôle du groupe LVMH en devenant actionnaire majoritaire à 42 % et le développe depuis pour en faire le plus important groupe de luxe du monde, entre autres en diversifiant la production de Louis Vuitton avec des collections de prêt-à-porter, et avec de la chaussure, de l'horlogerie, du parfum, ou de la papeterie.
Depuis 1990, la société Louis Vuitton est implantée à Saint-Pourçain-sur-Sioule, où elle possède trois unités de production qui emploient au total six cent cinquante salariés.

## Conception

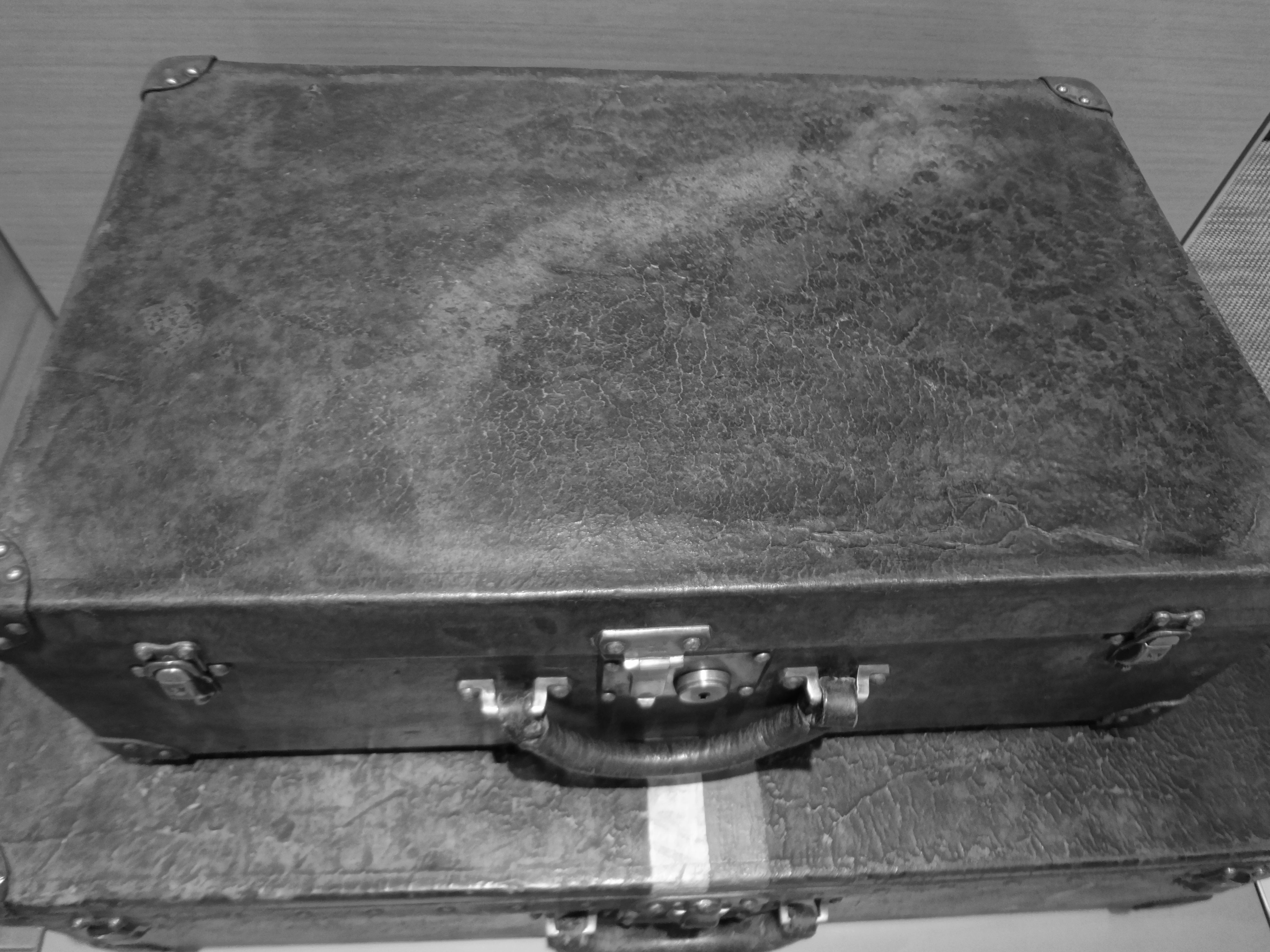
Mallette Louis Vuitton ancienne, modèle « Trianon ».

La maison Louis Vuitton possède encore son atelier de cent quatre-vingts employés d'Asnières-sur-Seine, fief de la famille, qui réalise les commandes spéciales, (par exemple, une malle-bibliothèque, un écrin à diamants, un coffre à caviar ou à cigares) et perpétue le goût du sur-mesure. En 2014, un laboratoire de recherche et de développement qui alimente ces treize sites de fabrication alors existants voit le jour à Beaulieu-sur-Layon en Maine-et-Loire. Le site d'une quinzaine d'hectares comprend également une fabrique,. L'entreprise a aussi investi à Grasse, où la marque projette d'installer son futur atelier de parfums. Les travaux de construction commencent en septembre 2013 pour une mise en service en 2014.
En 2022, la maison de maroquinerie Louis Vuitton comprend dix-huit ateliers de fabrication en France.
Pour ses sacs, Vuitton utilise le cuir, mais aussi diverses toiles ; parmi les plus connues : la toile gris Trianon, mais aussi la toile rayée beige et rouge, la toile damier ainsi que la toile « Monogramme LV », aujourd'hui proposée en plusieurs coloris.

Boutiques Louis Vuitton
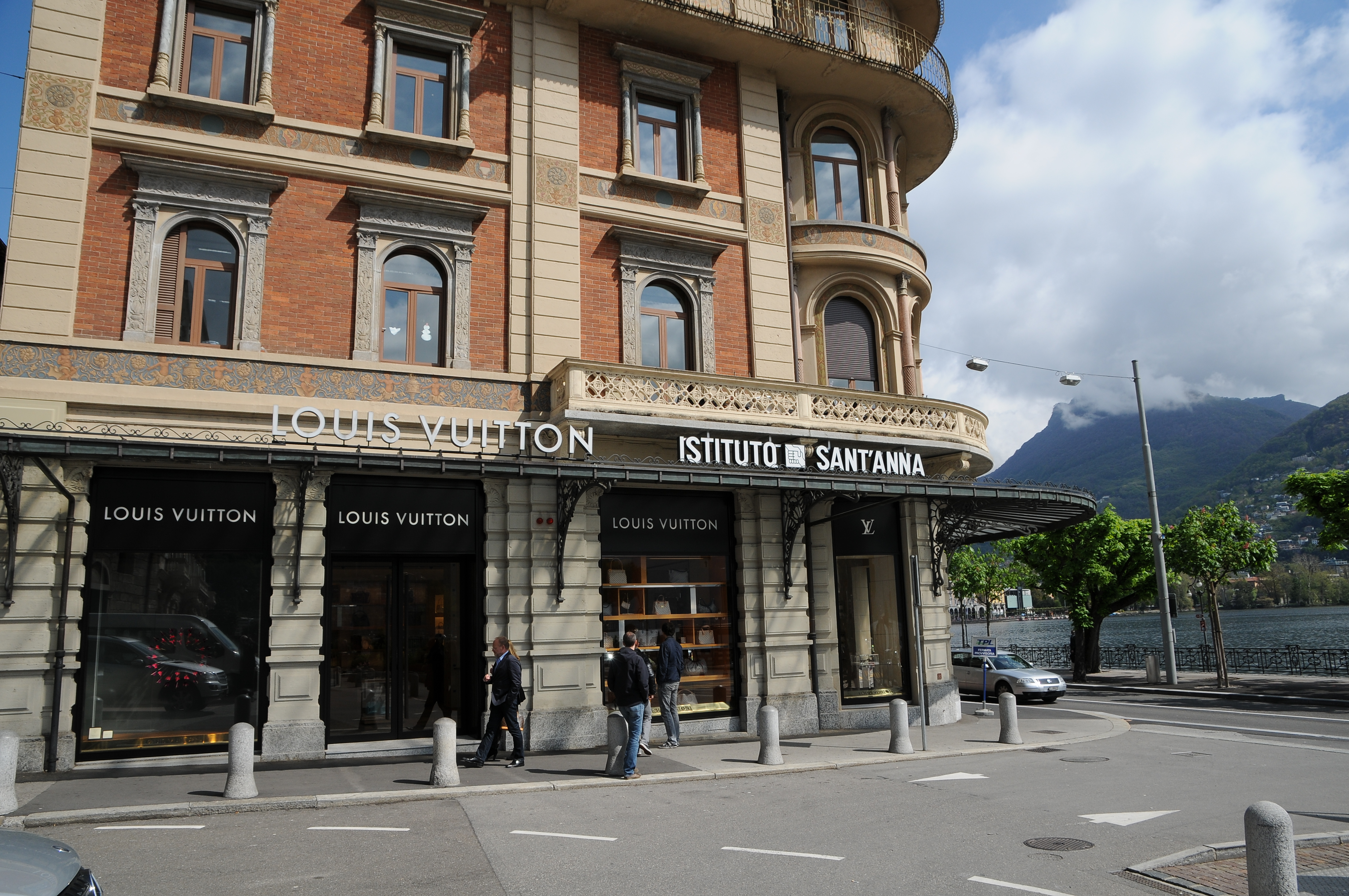
Lugano en Suisse.
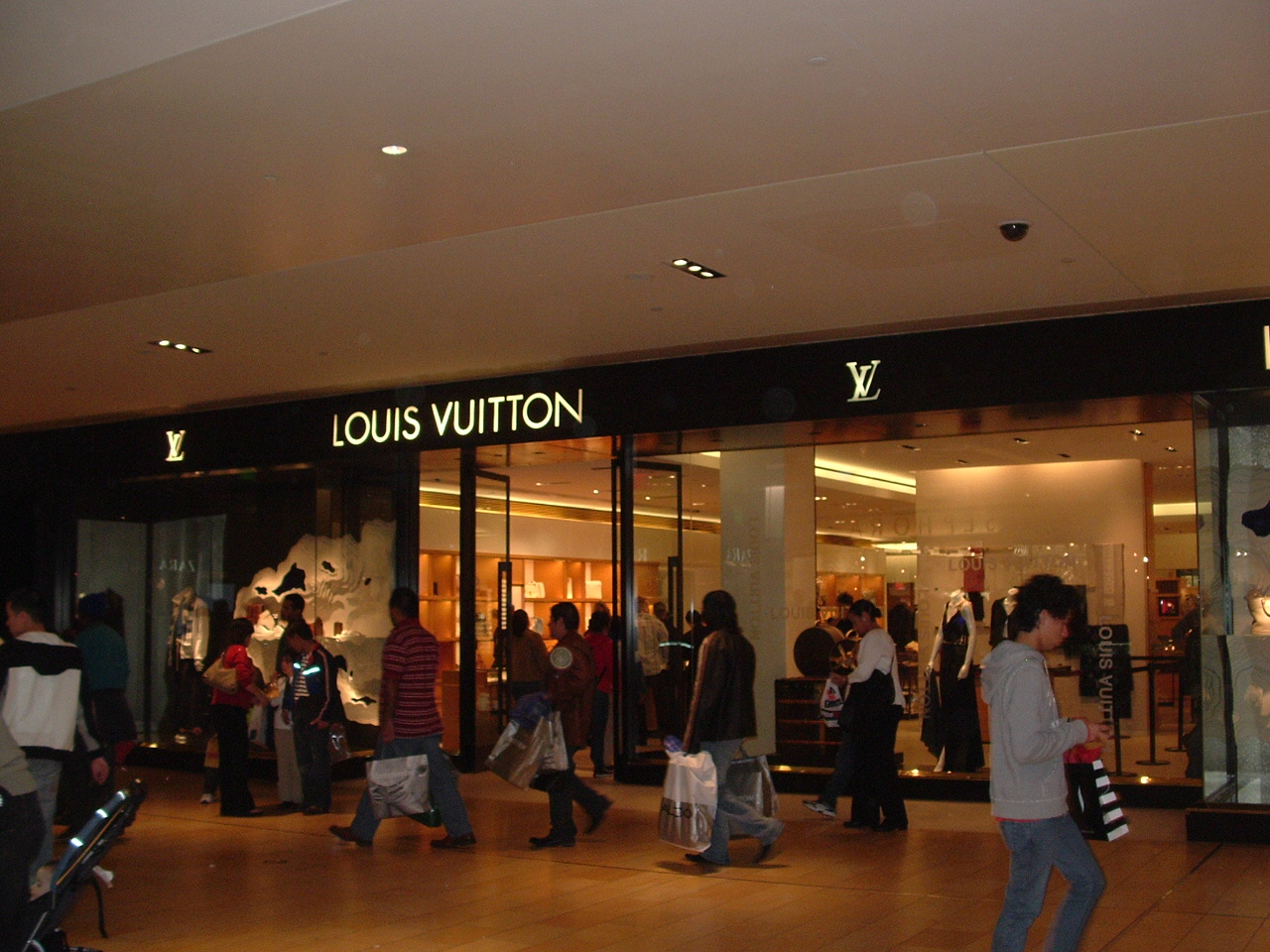
Houston au Texas aux États-Unis.
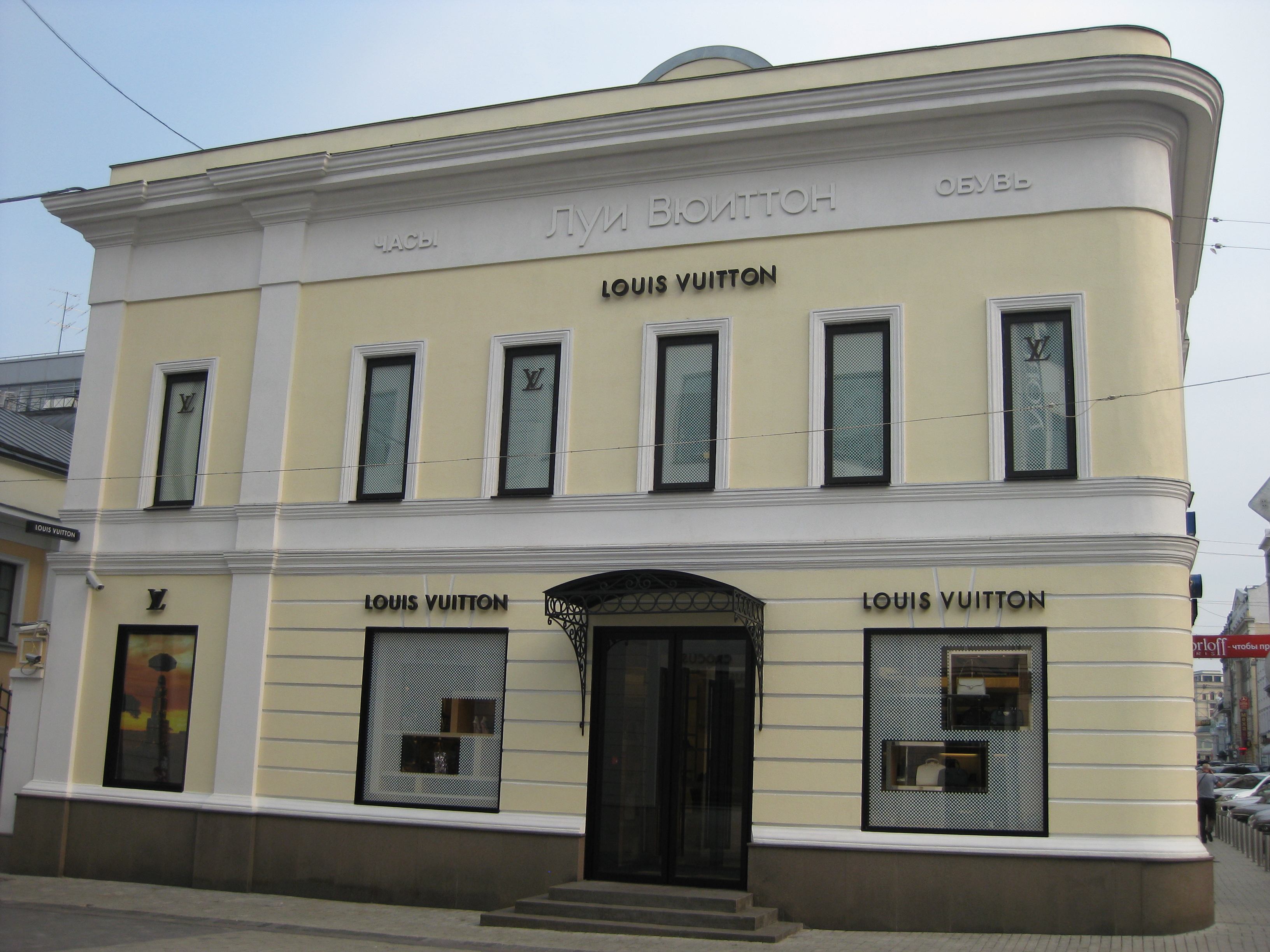
Moscou en Russie.
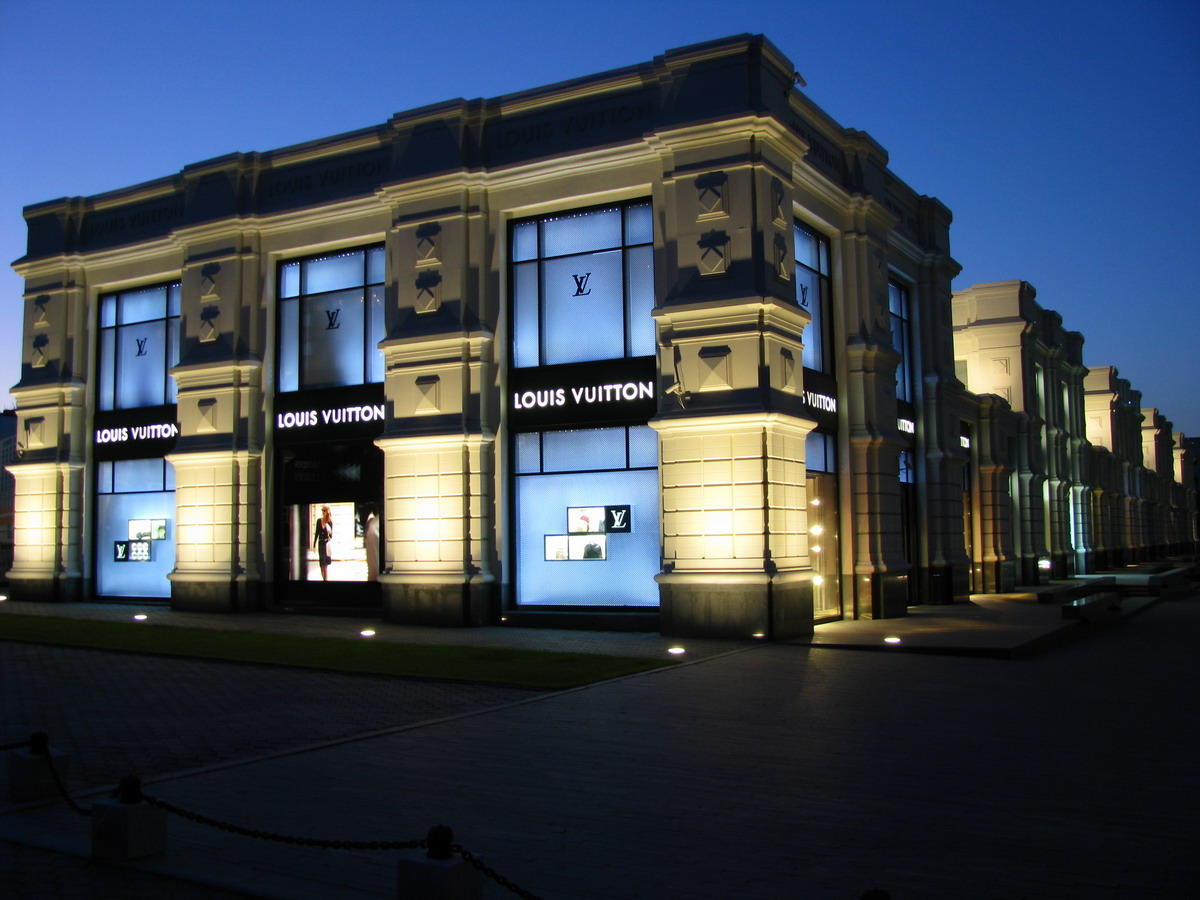
Iekaterinbourg en Russie.
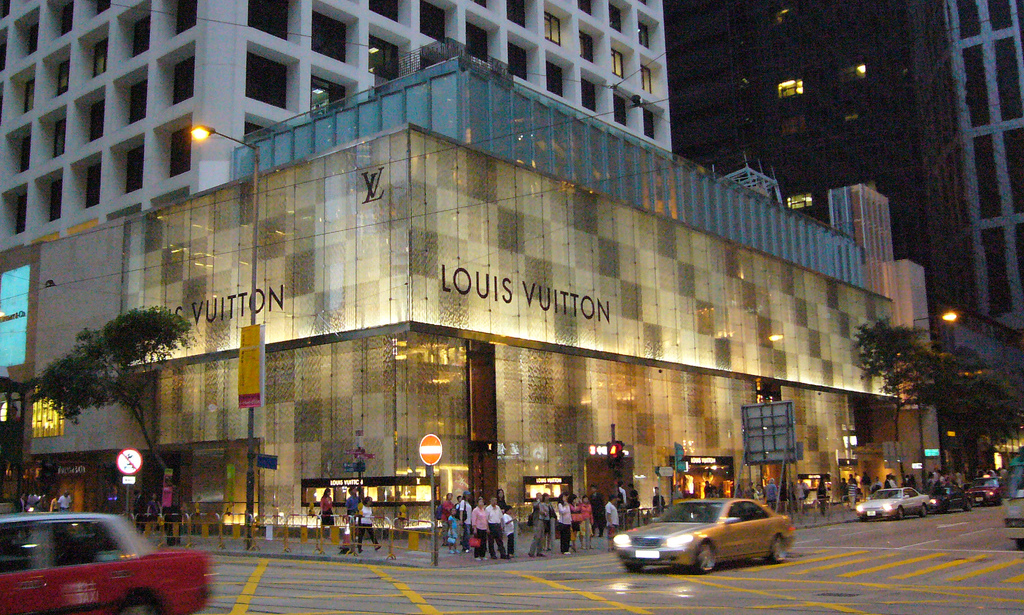
Hong Kong en Chine.
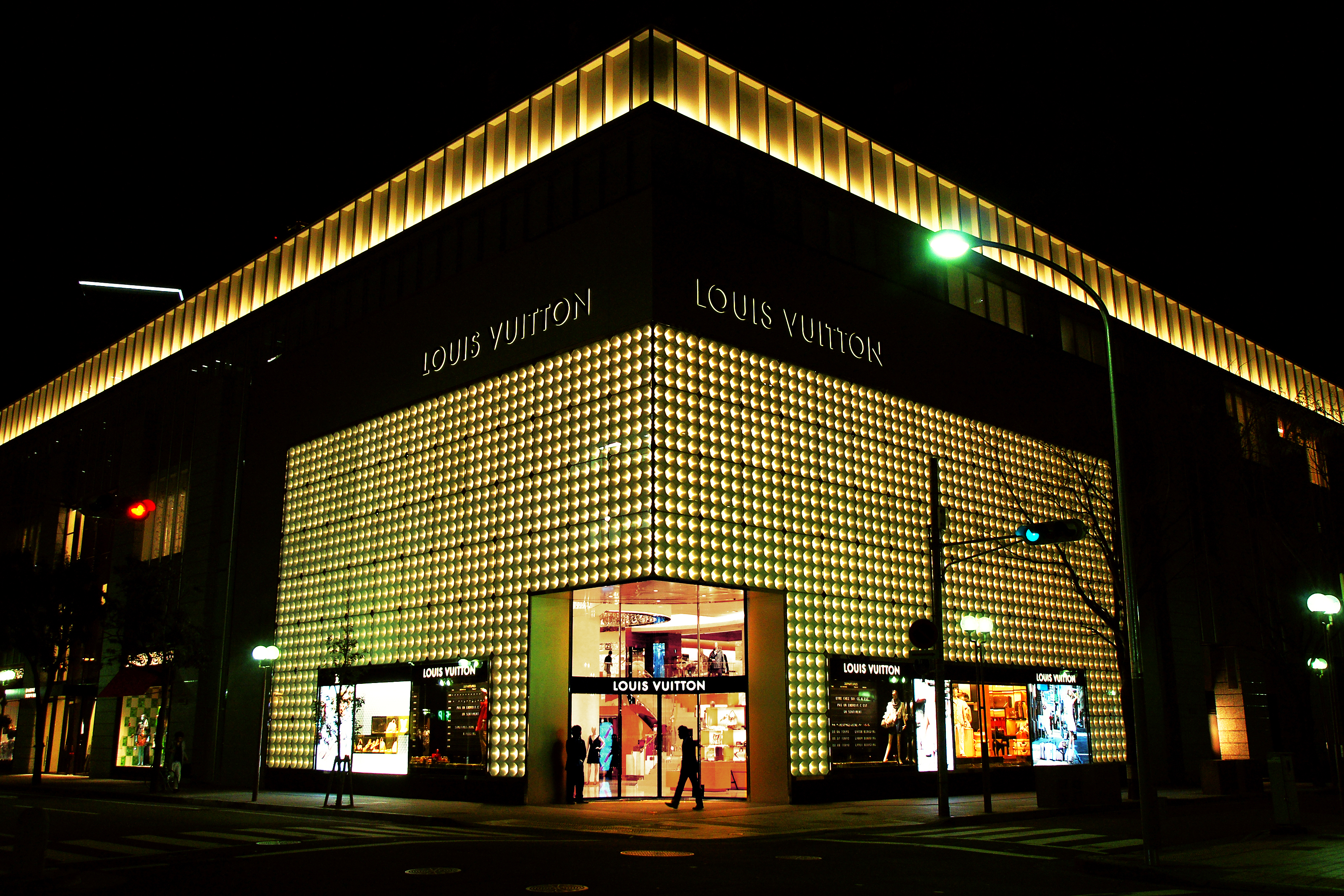
Kōbe au Japon.
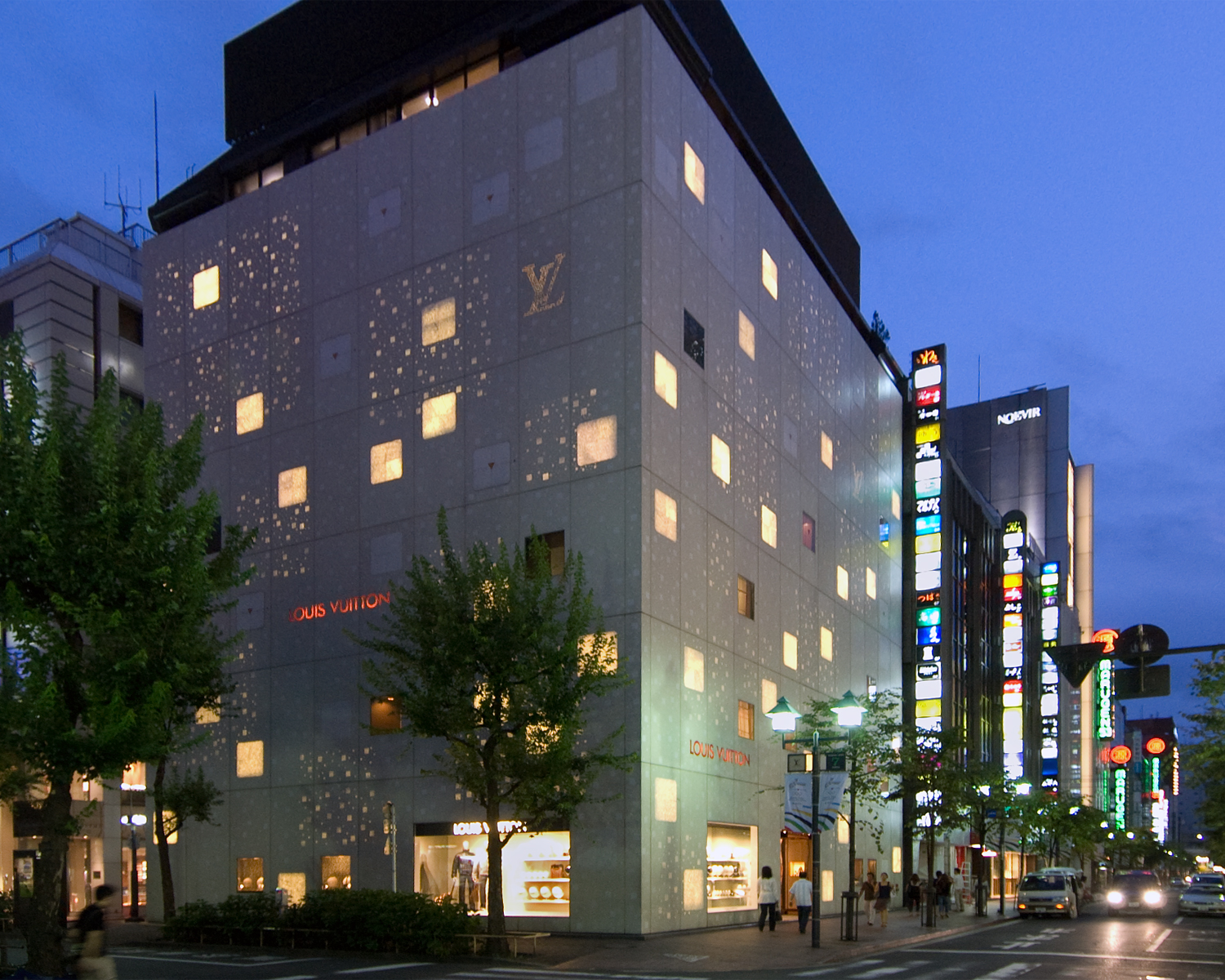
Tokyo au Japon.
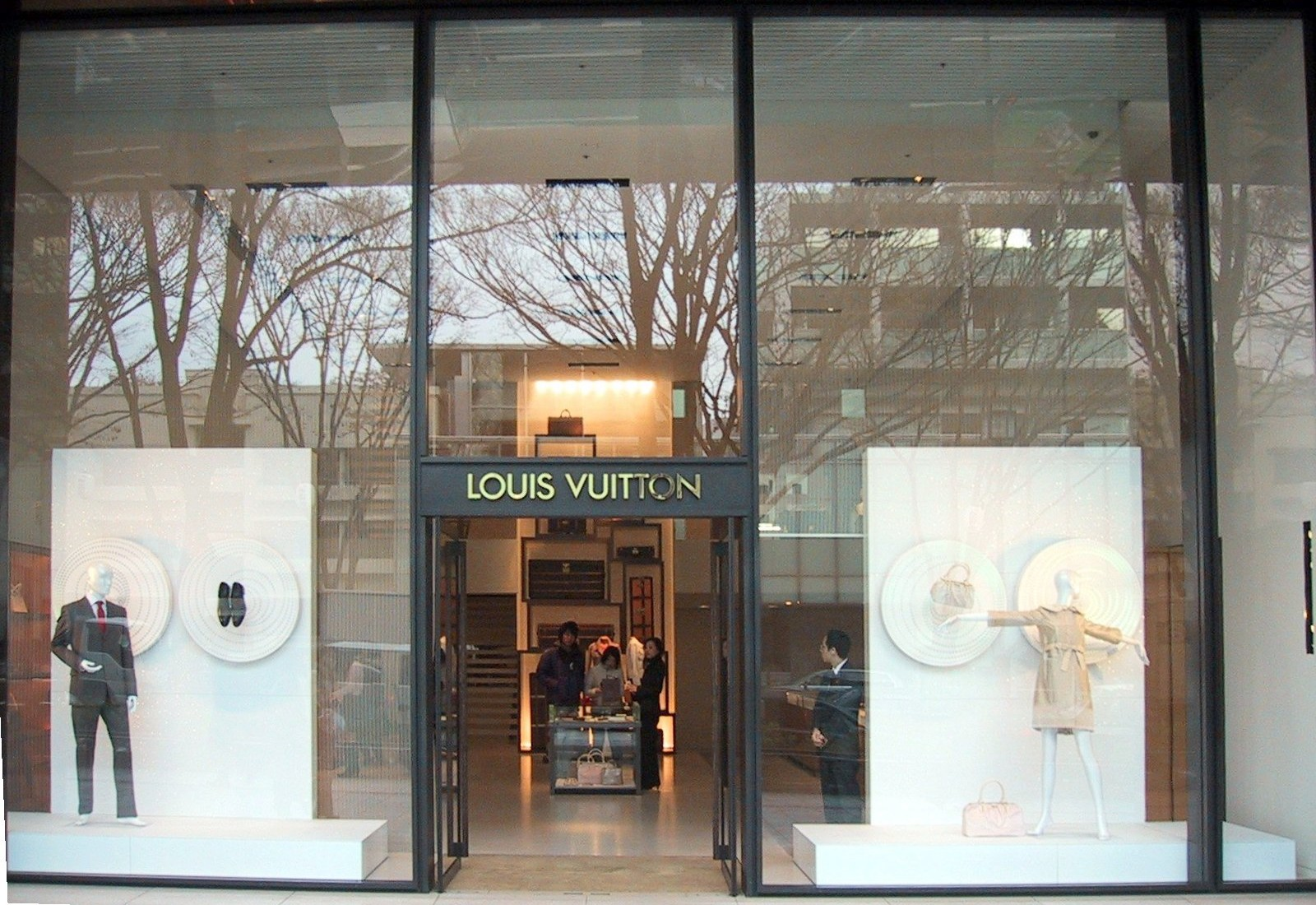
Tokyo au Japon.
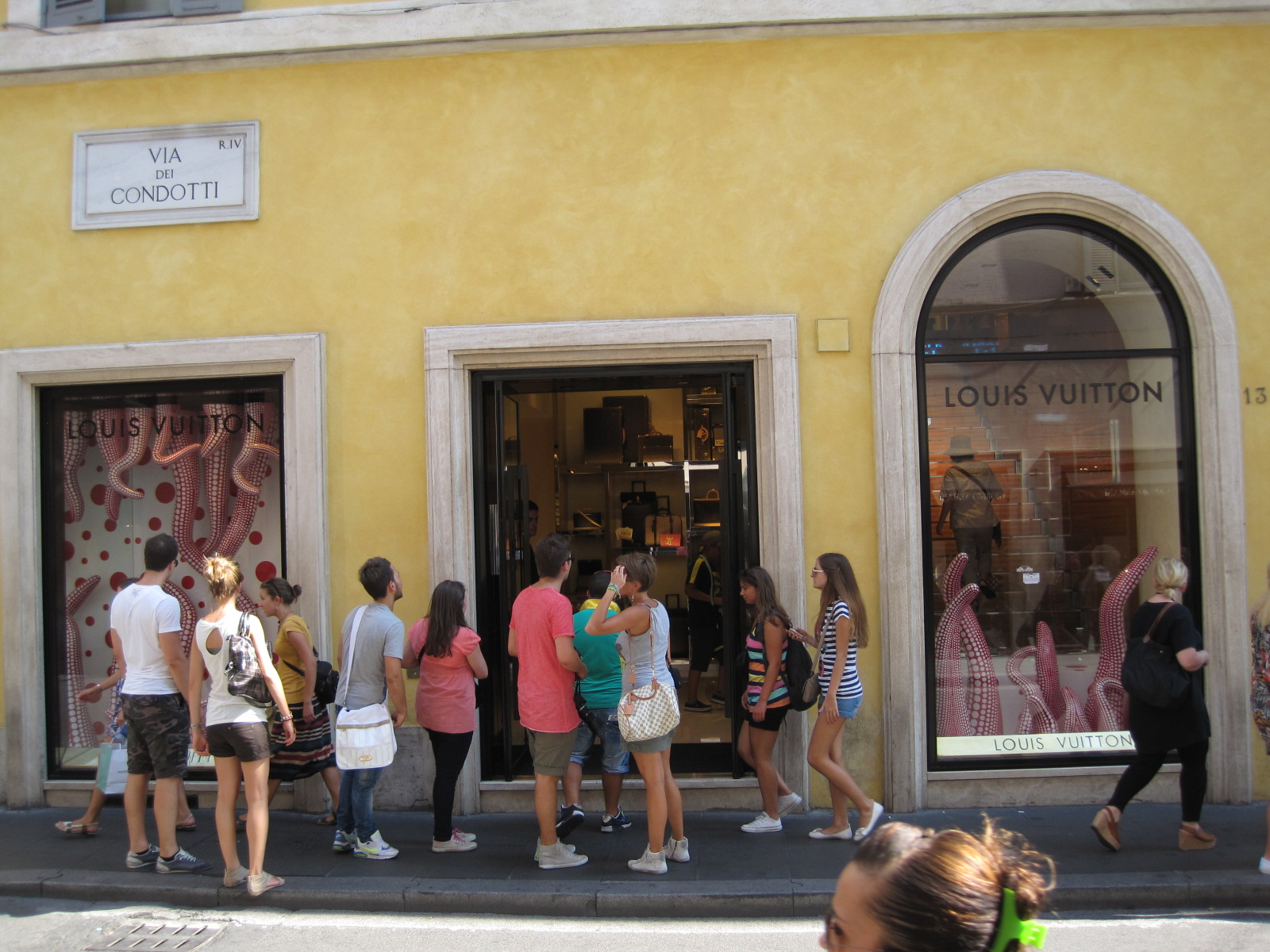
Via Condotti à Rome en Italie.
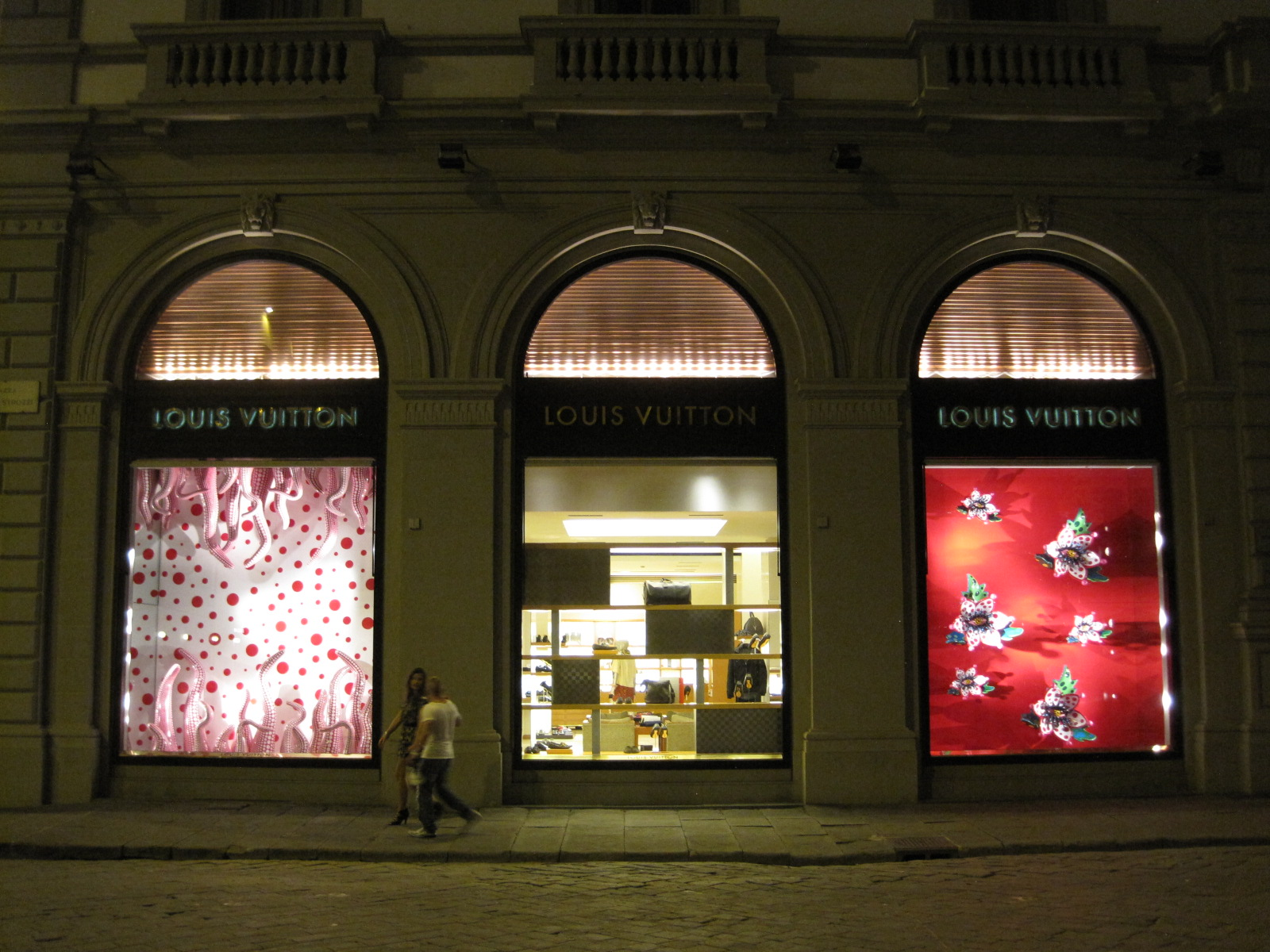
Florence en Italie.

### Architecture
L'architecture est une tradition familiale. En 1912, le fils de Louis Vuitton fait construire en plein cœur de Paris, sur les Champs-Élysées, un bel immeuble d'inspiration « art déco ». Puis, avec son ouverture sur le monde, la marque possède désormais des magasins à Londres, New York et Tokyo, dans des lieux où le souci de l'architecture est respecté. Aujourd'hui, Louis Vuitton fait appel à des architectes pour que chacun de ses magasins soit unique. Les boutiques présentent toutes, au niveau de leur architecture intérieure, des similitudes notamment dans le choix des matériaux : volumes de bois clair, verre et laiton pour les vitrines, les étagères et les comptoirs. Toutefois, depuis quelques années maintenant, le style architectural made in Vuitton semble se diversifier.
L'œuvre la plus emblématique de la marque Louis Vuitton se trouve sur les Champs-Élysées, signée par l'architecte américain Éric Carlson de l'agence Carbondale, ou certaines boutiques japonaises comme celle d’Omotesandō, quartier chic de Tokyo comparable à celui des Champs-Élysées français. L'architecte japonais Jun Aoki s'est inspiré des malles.

### Mode
En 1998, la marque Louis Vuitton s'ouvre à un nouveau domaine : la mode. Depuis, la marque affiche des départements prêt-à-porter, souliers, accessoires, et joaillerie depuis 2001, avec le nouveau directeur artistique Marc Jacobs. Bernard Arnault fait trembler les actionnaires de LVMH quand il décide de confier les rênes du prêt-à-porter à Marc Jacobs : grâce à son excentricité et sa créativité, Louis Vuitton devient une des marques incontournables du luxe en très peu de temps.

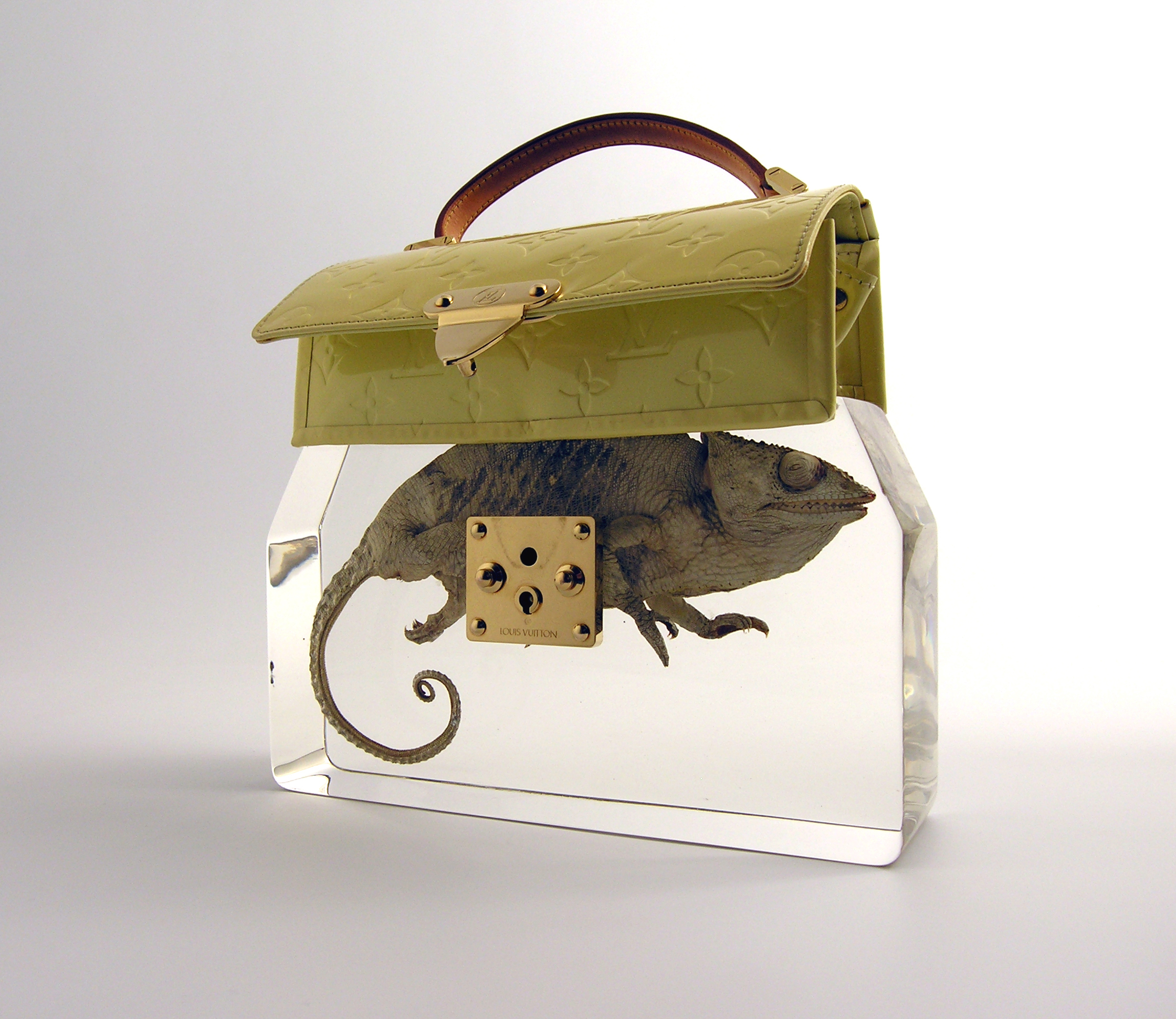
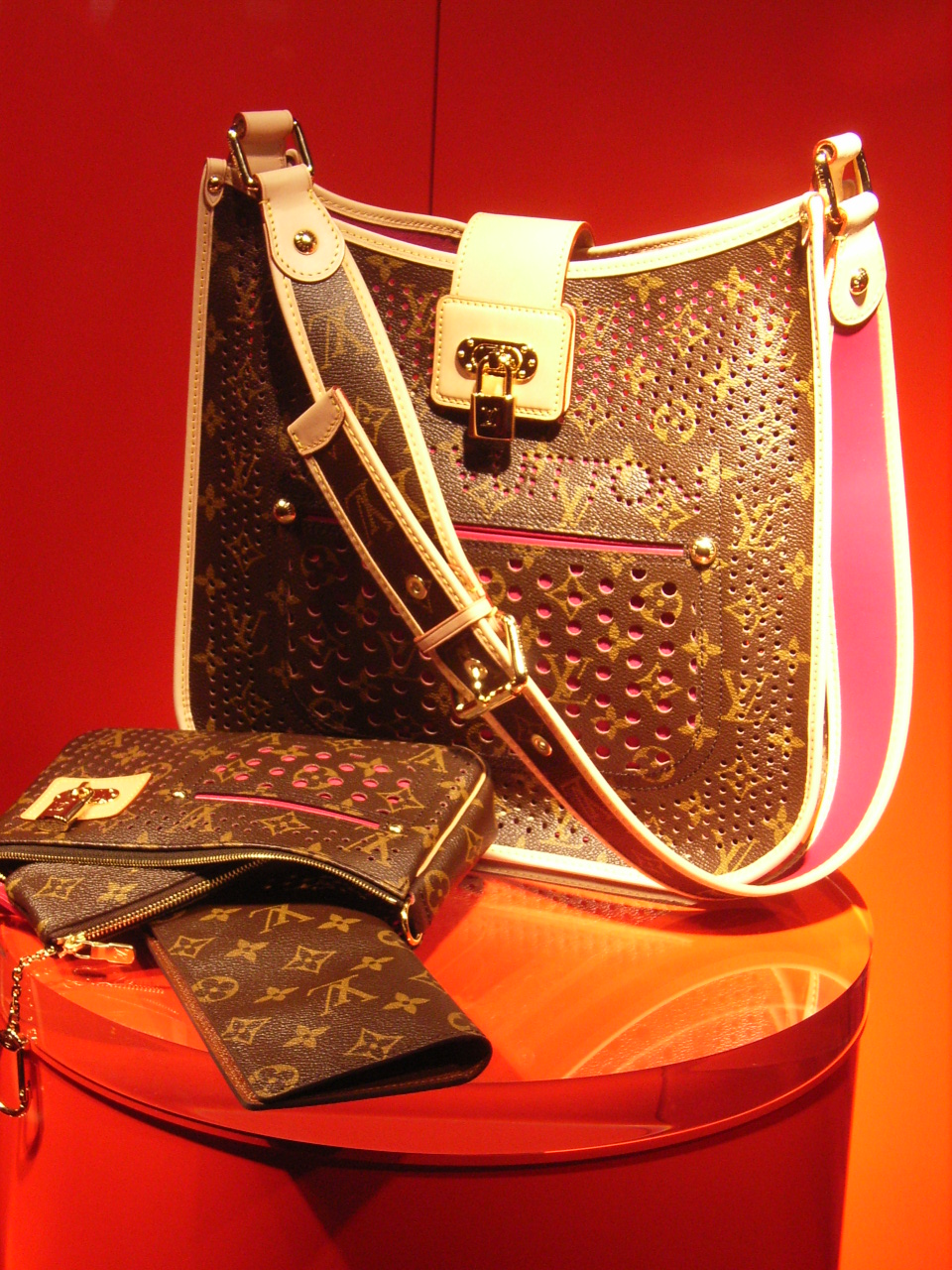
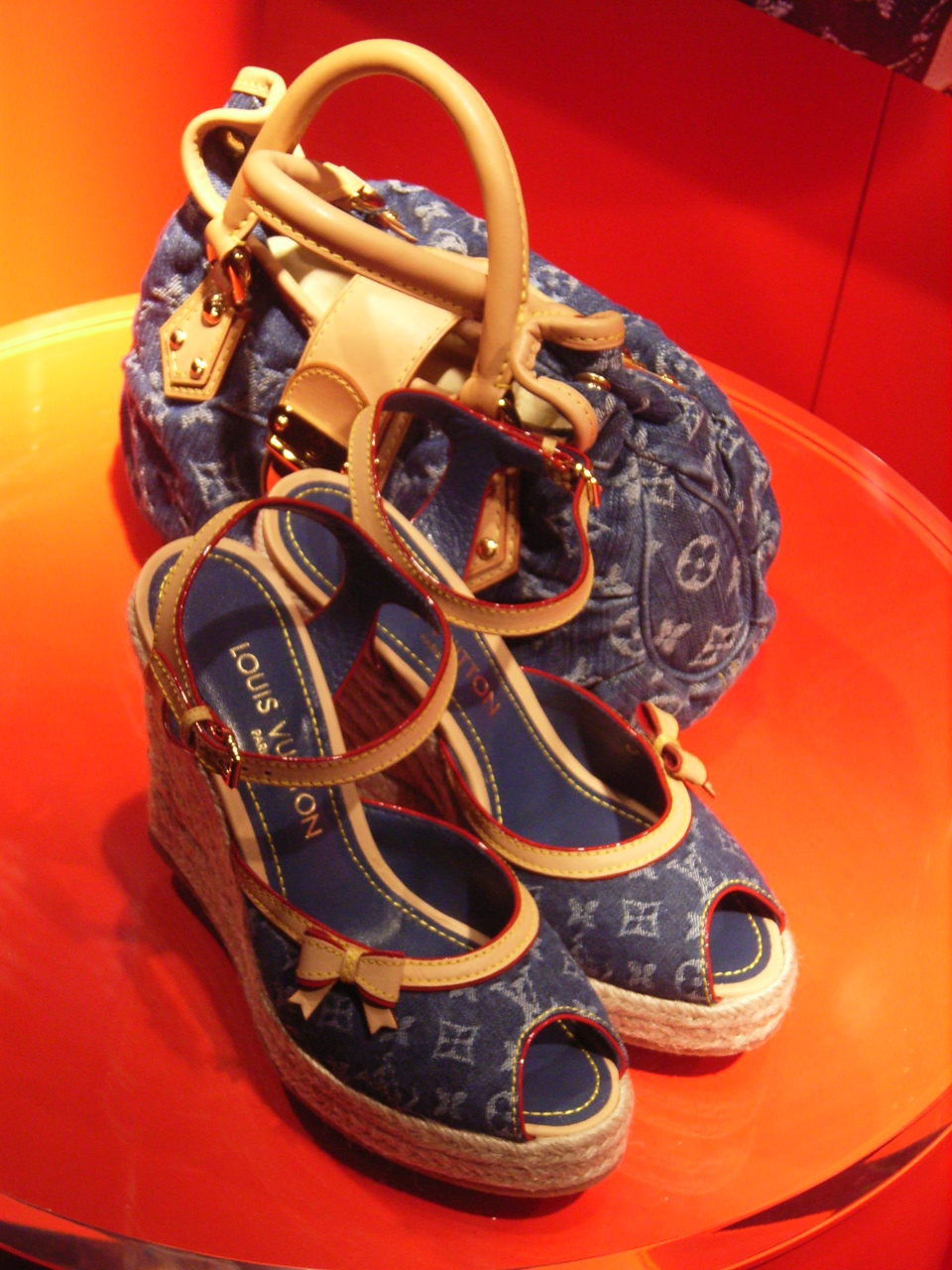
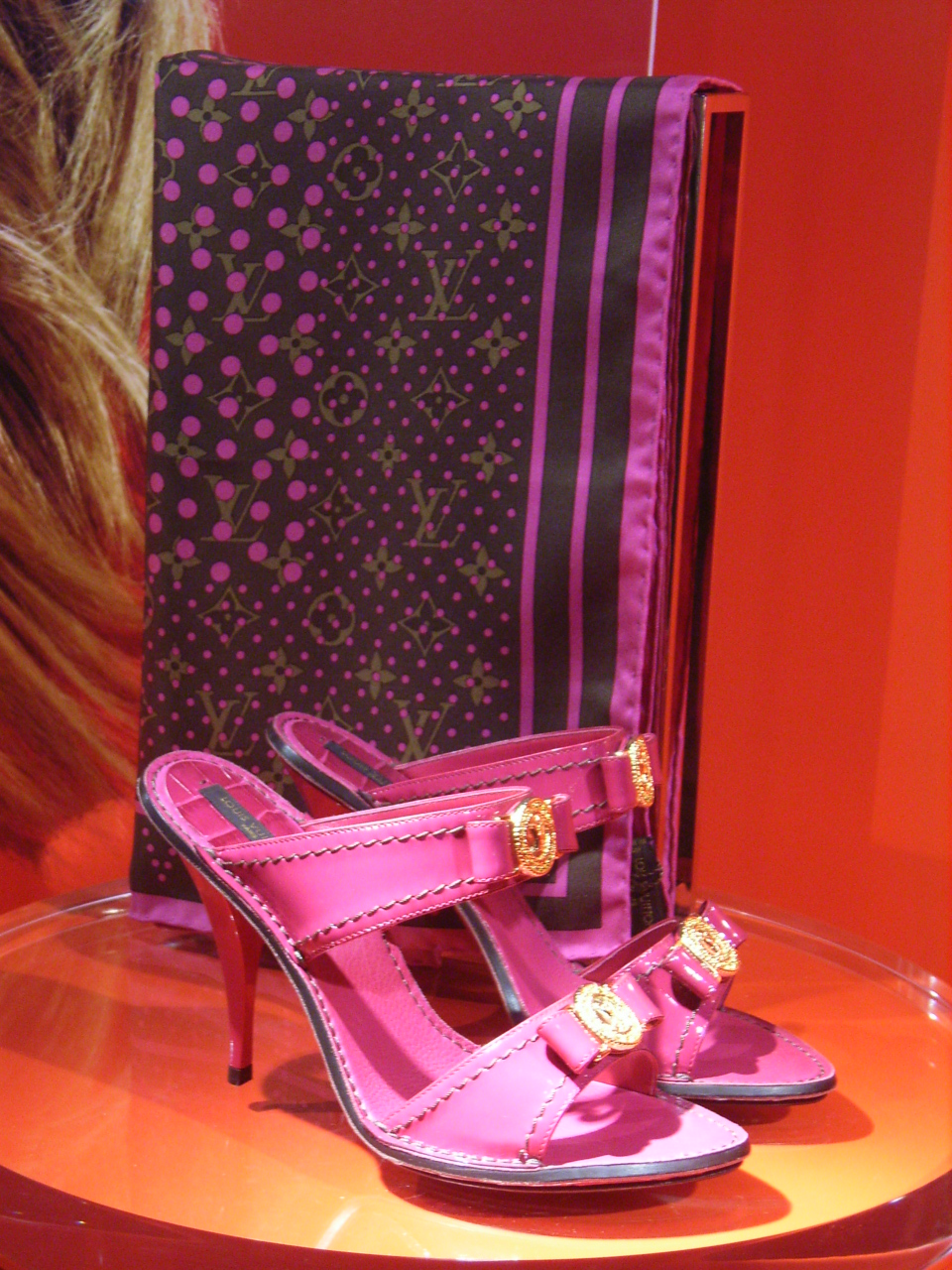

Après Jennifer Lopez, Uma Thurman ou encore Scarlett Johansson, l'égérie publicitaire pour la campagne printemps-été 2009 est Madonna, confirmée pour la saison automne-hiver 2009. Lara Stone devient l'égérie pour la saison printemps-été 2010. Le rappeur Kanye West collabore aussi ponctuellement avec la marque pour créer des chaussures.

Sneaker Trainer Boot Louis Vuitton.

Louis Vuitton reste donc une marque associée à l'image prestigieuse du luxe français à travers le monde. Durant l'année 2012, souhaitant monter en gamme, la marque ouvre un point de vente « joaillerie » et « horlogerie » de 150 m2 place Vendôme à Paris appelé Louis Vuitton Haute Joaillerie, avec son propre atelier à l'étage supérieur, occupé par Lorenz Bäumer. Vers la fin de l'année suivante, Marc Jacobs, auréolé de son succès à la création artistique, quitte la marque et est remplacé par Nicolas Ghesquière.
Le 15 janvier 2017, la marque s'affiche lors du défilé automne-hiver en compagnie de la marque Supreme. Cette collaboration marque une première dans le monde de la mode rassemblant le luxe et le streetwear.
En mars 2018, Louis Vuitton nomme Virgil Abloh à la tête de sa collection homme.
Le 14 février 2023, la marque annonce la nomination de Pharrell Williams comme directeur créatif de Louis Vuitton homme. L'artiste succède ainsi à Virgil Abloh décédé en novembre 2021. Le 20 juin 2023, lors de la fashion week printemps-été 2024, le défilé prêt-à-porter masculin de Louis Vuitton a lieu sur le pont Neuf, à Paris. Au cours de ce défilé, la première collection de Pharrell Williams pour Louis Vuitton est présentée ,.

### Communication
Le premier film de Louis Vuitton, intitulé Where will life take you ? a été réalisé par Bruno Aveillan et mis en musique par Gustavo Santaolalla. Il a remporté plusieurs prix dont un Gold Clio Award, un London International Award et un Epica d'or,.
La marque Vuitton est également présente sur Internet : dès 2007, elle lance son programme Countless Journeys dans lequel des personnalités comme Catherine Deneuve, Andre Agassi ou Mikhaïl Gorbatchev partagent leurs impressions de voyages dans plusieurs capitales mondiales de la mode.
En 2006, la maison Louis Vuitton réalise une exposition pour laquelle plusieurs architectes et artistes sont invités à travailler chacun autour d'un modèle de sac de la marque. Cette exposition est installée dans un premier temps au niveau 7 de l'immeuble Louis-Vuitton des Champs-Élysées de Paris et est déplacée à New York et Tokyo. En travaillant autour du modèle Papillon, les architectes Shigeru Ban et Jean de Gastines ont installé sur la terrasse de l'immeuble une structure temporaire de type coupole, en tubes de carton gainés de toile Louis Vuitton et couverte de toile PVC blanche. Les contreventements sont en cuir façon anses du sac Papillon.
Entre le 4 décembre 2015 et le 21 février 2016, une exposition « Volez, Voguez, Voyagez – Louis Vuitton » est organisée au Grand Palais.
À l’approche de la coupe de monde de football 2022, l’entreprise réunit les joueurs Messi et Ronaldo pour une photo dans le cadre de sa campagne institutionnelle. Postée par les deux joueurs sur le réseau social Instagram, la photo devient rapidement la plus likée de la plateforme.  

## Parfums
Dans l'entre-deux-guerres, des parfums comme Je, tu, il ou Heures d'absences sont lancées, mais leurs formules ont été perdues. Sept parfums sont lancés en 2016.
Le 27 février 2020, la marque lance une nouvelle fragrance féminine, Heures d’absence.

## Mécénat

### Mécénat sportif
Le groupe Louis Vuitton s'investit dans de nombreux projets : le yachting international avec la Coupe de l'America dont la Coupe Louis-Vuitton est le prologue (de 1983 à 2007, jusqu'à l'annonce de son retrait) ; ainsi que la Louis Vuitton Classic depuis 1993 (course d'automobiles de prestige et concours d'élégance).

### Mécénat culturel
Sous l'impulsion de Bernard Arnault, LVMH lance en 2006, le projet de la fondation d'entreprise Louis-Vuitton et d'art contemporain qui doit réunir une partie de la collection privée de Bernard Arnault et des œuvres acquises par le groupe LVMH les années précédentes.

## En chiffres
Pour 2021, le chiffre d'affaires de la holding « Louis Vuitton Malletier » est de 5,6 milliards d'euros. Son résultat net est de 2,9 milliards d'euros. La marge dégagée par l'entreprise représente la moitié des profits du groupe LVMH[réf. souhaitée].
Sous la vingtaine d'années de présidence d'Yves Carcelle, le chiffre d'affaires a été multiplié par dix environ.